# ويليام كريستي (أستاذ جامعي)
ويليام كريستي (بالفرنسية: William Christie)‏ هو عازف هاربسكورد أمريكي وفرنسي، ولد في 19 ديسمبر 1944 في بوفالو في الولايات المتحدة.

## وصلات خارجية
- ويليام كريستي على موقع IMDb (الإنجليزية)
- ويليام كريستي على موقع ميوزك برينز (الإنجليزية)
- ويليام كريستي على موقع أول ميوزيك (الإنجليزية)
- ويليام كريستي على موقع ديسكوغز (الإنجليزية)
- ويليام كريستي على موقع قاعدة بيانات الفيلم (الإنجليزية)